# Aït Laziz
Aït Laziz (în arabă آيت لعزيز) este o comună din provincia Bouira, Algeria.
Populația comunei este de 14.430 de locuitori (2008).